# عسد الفاية (الريدة)
'

تعديل مصدري - تعديل

عسد الفاية هي إحدى قرى عزلة الريدة وقصيعر بمديرية الريدة وقصيعر التابعة لمحافظة حضرموت، بلغ تعداد سكانها 1275 نسمة حسب تعداد اليمن لعام 2004.